# Vaux-lès-Rubigny
Vaux-lès-Rubigny település Franciaországban, Ardennes megyében. Lakosainak száma 44 fő (2022. január 1.). Vaux-lès-Rubigny Raillimont, Chaumont-Porcien, Fraillicourt, Rocquigny és Rubigny községekkel határos.

## Népesség
A település népessége az elmúlt években az alábbi módon változott:
| Lakosok száma | 67   | 58   | 54   | 50   | 52   | 52   | 47   | 44   | 43   | 44   |
|               | 1968 | 1982 | 1990 | 2006 | 2013 | 2015 | 2017 | 2019 | 2020 | 2022 |